# Klaus Antoni
Klaus Antoni (* 19. Januar 1953 in Tübingen) ist ein deutscher Japanologe und Kulturwissenschaftler.

## Leben
Nach Anfängen in der Rechtswissenschaft studierte Antoni in Freiburg Japanologie, Sinologie und Ethnologie. 1981 promovierte er und wechselte im gleichen Jahr an die Universität München, wo 1985 die Habilitation für das Fachgebiet Japanologie erfolgte.
Nach Lehrstühlen in Hamburg (1987) und Trier (1993) übernahm er 1998 den Lehrstuhl für Japanologie mit dem Schwerpunkt Kulturwissenschaft am Seminar für Japanologie der Universität Tübingen.
Antoni hält sich regelmäßig in Japan auf, erstmals bereits 1969/70 als Austauschschüler, später zu Studien- und Forschungszwecken, u. a. 1992/93 als Gastprofessor an der Städtischen Universität Osaka. 1991 erhielt er an der Universität Wien den ersten internationalen Forschungspreis der Tamaki-Foundation. Von Oktober 2000 bis 2004 war Antoni Dekan der Fakultät für Kulturwissenschaften, von 2004 bis 2010 gewähltes Mitglied des Senats der Universität Tübingen. Im Sommer 2005 erfolgte ein Forschungsaufenthalt als Gastwissenschaftler (Invited Visiting Scholar) am Reischauer Institute of Japanese Studies der Harvard University. Nach seiner Emeritierung im Jahr 2020 wurde Antoni durch die Universität Tübingen 2021 zum Seniorprofessor ernannt. Über einen Zeitraum von drei Jahren (2022–2024) leitete er das Projekt „Sacred Narrative – die politische Dimension der japanischen Mythologie“ im Rahmen der DFG-Forschungsgruppe „De/Sakralisierung von Texten“ (FOR2828).

## Forschungsschwerpunkte
Antonis Forschungsschwerpunkte liegen auf dem Gebiet der Geistes- und Religionsgeschichte Japans; insbesondere geht er der Frage nach dem Verhältnis von Religion (Shintō) und Ideologie in Japan nach. Einzelschwerpunkte der Forschung liegen hier auf den Themengebieten der politischen Mythologie, der sakralen Schriften Japans (Kojiki), der vergleichenden Mythenforschung (insbes. die Izumo-Mythologie betreffend), sowie der japanischen Erzählforschung (Sagen, Legenden, setsuwa).
In seinen früheren Forschungen befasste er sich darüber hinaus mit der japanologischen Kulturtheorie (u. a. Stereotypen-Forschung) wie auch den historischen und kulturellen Beziehungen Japans zu Asien, mit einem Regionalschwerpunkt auf Ryûkyû (Okinawa). In der allgemeinen Kulturwissenschaft gilt sein Interesse der interkulturellen Kommunikation.
Antonis Magnum Opus ist die umfangreich kommentierte Übersetzung des Kojiki: "Heilige Schrift" der Shintō-Religion und ältestes Literaturdenkmal Japans aus dem Jahre 712 n. Chr. in einem. Hier verbindet Antoni umfassende Textkenntnis mit Fragen der neuzeitlichen Rezeptionsgeschichte des Kojiki wie auch der politischen Mythologie des modernen Japans.
Arno Widman bemerkt in seiner umfangreichen Rezension:
„Sehr beeindruckend arbeitet der Tübinger Japanologe Klaus Antoni heraus, welche Rolle der alte Text beim Weg Japans in einen modernen Nationalstaat spielte. Man gewinnt den Eindruck: je stärker Industrie und Wirtschaft werden, desto wichtiger wird die Begleitmusik einer archaisierenden Ideologie. Das technische Zeitalter entzaubert die Welt nicht. Es verzaubert sie neu mit ganz besonders alten Kostümen.“
Zur wissenschaftlichen Würdigung und internationalen Diskussion des Gesamtwerkes von Klaus Antoni vgl. die Anfang 2018 erschienene Monografie Religion, Politik und Ideologie.

## Werke

### Monographien
- Der Weiße Hase von Inaba: Vom Mythos zum Märchen. Analyse eines japanischen „Mythos der ewigen Wiederkehr“ vor dem Hintergrund altchinesischen und zirkumpazifischen Denkens (= Münchener Ostasiatische Studien. Band 28). Steiner, München 1982, ISBN 3-515-03778-0
- Miwa – Der Heilige Trank. Zur Geschichte und religiösen Bedeutung des alkoholischen Getränkes (sake) in Japan (= Münchener Ostasiatische Studien. Band 45). Steiner, Stuttgart 1988, ISBN 3-515-04837-5.
- Der Himmlische Herrscher und sein Staat. Essays zur Stellung des Tennô im modernen Japans (= Münchener Ostasiatische Studien. Band 28). Iudicium, München 1991, ISBN 3-89129-283-X.
- Festgabe für Nelly Naumann (= Mitteilungen der Gesellschaft für Natur- und Völkerkunde Ostasiens. Band 119). Hrsg. von Klaus Antoni & Maria-Verena Blümmel. OAG, Hamburg 1993, ISBN 3-928463-54-3.
- Rituale und ihre Urheber: Invented Traditions in der japanischen Religionsgeschichte (= Ostasien–Pazifik. Trierer Studien zu Politik, Wirtschaft, Gesellschaft, Kultur. Band 5). Hrsg. v. Klaus Antoni. Lit, Münster/Hamburg/London 1997, ISBN 3-8258-3043-8.
- Shintô und die Konzeption des japanischen Nationalwesens (kokutai). Der religiöse Traditionalismus in Neuzeit und Moderne Japans (= Handbuch der Orientalistik. Band V / 8). Brill, Leiden 1998, ISBN 90-04-10316-3.
- Religion and National Identity in the Japanese Context (= Bunka. Band 5). Hrsg. von Klaus Antoni, Hiroshi Kubota, Johann Nawrocki, Michael Wachutka. Lit, Münster/Hamburg/London 2002, ISBN 3-8258-6043-4.
- Die subtile Sprache der Kultur. Interkulturelle Kommunikation im Bereich deutsch-japanischer Firmenkooperationen (= Bunka-Wenhua. Band 14). Hrsg. von Klaus Antoni und Elisabeth Scherer. Lit, Berlin 2007, ISBN 978-3-8258-0111-3.
- Kojiki: Aufzeichnung alter Begebenheiten. Aus dem Altjapanischen und Chinesischen übersetzt und herausgegeben von Klaus Antoni. Verlag der Weltreligionen im Insel-Suhrkamp-Verlag, Berlin 2012, ISBN 978-3-458-70036-4.
- Grenzüberschreitungen: Der Mensch im Spannungsfeld von Biologie, Kultur und Technik. Hrsg. von Alfred Nordheim und Klaus Antoni. Transcript, Bielefeld 2013, ISBN 978-3-8376-2260-7.
- Sources of Mythology. Ancient and Contemporary Myths. Hrsg. v. Klaus Antoni und David Weiß (Proceedings of the Seventh Annual International Conference on Comparative Mythology, 15.–17. Mai 2013, Tübingen). LIT, Wien, Zürich 2014, ISBN 978-3-643-90475-1.
- Kokutai – Political Shintô from Early-Modern to Contemporary Japan. Eberhard Karls Universität Tübingen: Tobias-lib 2016, ISBN 978-3-946552-00-0 (erweiterte englische Fassung von Antoni 1998).[12]